# Natalia Ponce de Leon
Natalia Ponce de León, född 8 augusti 1980 i Bogotá, är en colombiansk aktivist och offer för en syraattack.
Natalia Ponce de León överfölls 2014 av en stalker som även hotat henne efter det att hon sagt nej till hans försök att inleda en relation. Vid överfallet kastades syra över Ponce de León som ledde till allvarliga frätskador. Över 37% av hennes kropp skadades och Ponce de León fick genomgå en mängd plastikoperationer för att kunna rekonstruera det som skadats. 
Natalia Ponce de León engagerade sig efter detta i att stötta och bevaka rättigheterna för offer för syraattacker i Colombia, ett land med flest syraattacker per capita i hela världen.  
År 2017 tilldelades Natalia Ponce de León International Women of Courage Award.